# Greensche Funktion
|  | Dieser Artikel wurde auf der Qualitätssicherungsseite des Portals Mathematik eingetragen. Dies geschieht, um die Qualität der Artikel aus dem Themengebiet Mathematik auf ein akzeptables Niveau zu bringen. Bitte hilf mit, die Mängel dieses Artikels zu beseitigen, und beteilige dich bitte an der Diskussion! (Artikel eintragen) |

Greensche Funktionen sind ein wichtiges Hilfsmittel zum Lösen inhomogener linearer partieller Differentialgleichungen. Mathematisch gesehen sind sie der Kern eines Integraloperators, der die Inverse eines Differentialoperators darstellt; physikalisch betrachtet sind sie die Reaktion eines Systems, wenn eine Einheitspunktquelle auf das System einwirkt (Impulsantwort). Benannt sind sie nach dem Physiker und Mathematiker George Green. Mittels der greenschen Formeln löste dieser ein spezielles Dirichlet-Problem. Eine besondere Lösung dieses partiellen Randwertproblems, die in diesem Verfahren auftritt und mit deren Hilfe man durch das Superpositionsprinzip weitere Lösungen bestimmen kann, trägt heute den Namen Greensche Funktion. Bis heute wurde diese von Green beschriebene Lösungsmethode auf eine größere Klasse von Differentialgleichungen beziehungsweise von Randwertproblemen ausgeweitet. Daher wurde auch der Begriff der Greenschen Funktion in einen deutlich allgemeineren Kontext gestellt. Laurent Schwartz übertrug die Greensche Funktion in den Kontext der von ihm entwickelten Distributionentheorie. Dort wird sie selbst als Distribution verstanden und wird oftmals als Fundamentallösung bezeichnet. Andere Autoren bezeichnen sie aber auch im Kontext der Distributionen als Greensche Funktion.
Während Randbedingungen für Fundamentallösungen irrelevant sind, stellen Greensche Funktionen spezielle Fundamentallösungen dar, die zusätzlich Randbedingungen erfüllen.
In der Potentialtheorie und Schweremessung wird sie u. a. zur Lösung des Ersten Randwertproblems eingesetzt. In der Theoretischen Physik, besonders in der Hochenergie- und Vielteilchenphysik, wird ferner eine Fülle verschiedener Funktionen definiert, die allesamt als „Greensche Funktionen“ bezeichnet werden und mit den hier angegebenen Funktionen in der einen oder anderen Form verwandt sind, ohne dass dies auf den ersten Blick erkennbar wäre. Diese Funktionen, speziell die Propagatoren der relativistischen Quantentheorien, sind im Folgenden nicht gemeint.

## Motivation
Eine inhomogene lineare Differentialgleichung mit konstanten komplexen Koeffizienten hat die Form
{\displaystyle L\,y=f},
wobei {\displaystyle L} ein linearer Differentialoperator ist. Ziel ist, eine partikuläre Lösung {\displaystyle y_{p}} zur Inhomogenität {\displaystyle f} zu finden. Man würde jetzt gerne so etwas wie einen „Umkehroperator“ {\displaystyle L^{-1}} finden, denn dann könnte man die Lösung der obigen Gleichung als {\displaystyle y=L^{-1}f} schreiben. Wenn {\displaystyle Ly=0} aber nicht-triviale Lösungen hat, ist {\displaystyle L} nicht injektiv, es kann also kein Linksinverses geben. Wohl aber ist {\displaystyle L} surjektiv, wenn die Gleichung für jedes {\displaystyle f} eines geeigneten Funktionenraums Lösungen hat. Daher kann man einen rechtsinversen Operator {\displaystyle G} suchen, für den
{\displaystyle LG=1}
gilt. Mit {\displaystyle y=Gf} hat man dann eine partikuläre Lösung der Ausgangsgleichung gefunden, denn es gilt
{\displaystyle Ly=L(Gf)=(LG)f=1f=f}.
Die allgemeine Lösung ergibt sich durch Addition der allgemeinen Lösung des homogenen Problems zur partikulären Lösung. Wählt man als Inhomogenität die Delta-Distribution {\displaystyle \delta }, dann nennt man {\displaystyle G} die Fundamentallösung von {\displaystyle L}. Abhängig von Autor und Themenschwerpunkt wird {\displaystyle G} auch schon als Greensche Funktion bezeichnet.
Für eine beliebige Inhomogenität {\displaystyle f} stellt sich nun die Frage, wie {\displaystyle y_{p}} aus der Fundamentallösung {\displaystyle G} gewonnen werden kann. Mittels der Faltung {\displaystyle *} gilt dann
{\displaystyle L\,y_{p}=f=\delta *f=(L\,G)*f=L\,(G*f)\quad \Rightarrow \quad y_{p}=G*f:=\int G(x-x')f(x')\,\mathrm {d} x'}.
Physikalisch beschreibt dies das Superpositionsprinzip, mathematisch spricht man von der Linearität von {\displaystyle L}.
Erklärung der einzelnen Schritte:
Das erste Gleichheitszeichen ist die Ausgangsgleichung {\displaystyle Ly_{p}=f}. Für jede Funktion {\displaystyle f} ist die Faltung mit der Delta-Distribution {\displaystyle \delta } möglich und liefert wieder die Ausgangsfunktion: {\displaystyle f=\delta *f}. Verwende {\displaystyle \delta =LG}, also dass {\displaystyle G} die Differentialgleichung mit {\displaystyle \delta }-Inhomogenität löst. Bildet man die Ableitung einer Faltung, so wird die Ableitung einfach hineingezogen, das heißt {\displaystyle L(f*g)=(Lf)*g=f*(Lg)}. Schließlich kann aus {\displaystyle Ly_{p}=L(G*f)}, die partikuläre Lösung identifiziert werden, nämlich als Faltung der Fundamentallösung mit der Inhomogenität {\displaystyle f}.
Betrachtet man nun anstatt einer linearen Differentialgleichung eine lineare Differentialgleichung mit Zusatzbedingungen wie Randwerten oder Anfangswerten, so wird die zuvor untersuchte Funktion {\displaystyle G} als Greensche Funktion bezeichnet.

## Definition

### Gewöhnliche Differentialgleichungen
Sei 
{\displaystyle \operatorname {L} :=L{\bigl (}{\tfrac {\mathrm {d} }{\mathrm {d} t}}{\bigr )}=\sum _{k=1}^{N}a_{k}(t){\tfrac {\mathrm {d} ^{k}}{\mathrm {d} t^{k}}}}
ein Differentialoperator mit seiner inhomogenen Differentialgleichung {\displaystyle \operatorname {L} y=f}. Dann erfüllt die Greensche Funktion {\displaystyle G} zu diesem Operator die fundamentale Gleichung:
{\displaystyle \operatorname {L} G(t)=\delta (t)},
wobei {\displaystyle \delta (t)} die Delta-Distribution ist (d. h. es gilt {\displaystyle \delta (\phi )=\phi (0)} für eine beliebig oft differenzierbare Funktion {\displaystyle \phi }). 
Unter Umständen fügt man später noch Zusatzbedingungen hinzu, z. B. Retardierungsbedingungen (s. u.) oder die dazu äquivalente „Sommerfeldsche Ausstrahlungsbedingung“ (Sommerfeldsche Randbedingung) oder eine Anfangs- bzw. Randbedingung, durch die {\displaystyle G} eindeutig wird. Eine spezielle Lösung ergibt sich durch Faltung:
{\displaystyle y(t)=(G*f)(t)\equiv \int _{-\infty }^{\infty }G(t-t')f(t')\mathrm {d} t'},
wie man wie folgt einsieht:
{\displaystyle \operatorname {L} y(t)=\int _{-\infty }^{\infty }\operatorname {L} G(t-t')f(t')\mathrm {d} t'=\int _{-\infty }^{\infty }\delta (t-t')f(t')\mathrm {d} t'=f(t).}
Für {\displaystyle N=2} entspricht das der stationären („eingeschwungenen“) Antwort des Systems, eines gedämpften harmonischen Oszillators, auf einen ballistischen Einheitsstoß, d. h. auf die spezielle reduzierte Antriebskraft
{\displaystyle f(t)=\delta (t)\equiv {\frac {1}{2\pi }}\,\int _{-\infty }^{\infty }\mathrm {e} ^{-\mathrm {i} \omega t}\mathrm {d} \omega }.

### Partielle Differentialgleichungen
Für partielle Differentialgleichungen gilt ebenso die definierende Gleichung
{\displaystyle L\left(a_{ij}(x_{1},\ldots ,x_{n}){\frac {\partial ^{i}}{\partial x_{j}^{i}}}\right)G(x_{1},\ldots ,x_{n})=\delta (x_{1})\cdots \delta (x_{n})}
und eine spezielle Lösung ergibt sich wiederum durch Faltung:
{\displaystyle y=(2\pi )^{\frac {n}{2}}(G*f)(x_{1},\ldots ,x_{n})}.
Problematischer sind in dem Fall jedoch das Auffinden einer Greenschen Funktion und die Berechnung der mehrdimensionalen Integrale.

### Greensche Funktion mit Randbedingungen
Kennt man eine Greensche Funktion zu einem Operator {\displaystyle L}, so kann man den inhomogenen Teil der Differentialgleichung ohne Probleme lösen. Für die allgemeine Lösung hat man aber im Allgemeinen noch Randbedingungen zu erfüllen. Dies kann auf vielfache Art geschehen, ein elegantes Verfahren ist aber die Addition einer Lösung des homogenen Problems {\displaystyle LF=0}, sodass die Randbedingungen erfüllt sind. Anschaulich entspricht dies beim Lösen der Poisson-Gleichung dem Hinzufügen von Bildladungen und Entfernen der Ränder, so dass da, wo der Rand war, die vorher vorgegebenen Werte angenommen werden. Man denke sich als einfaches Beispiel ein geladenes Teilchen vor einer geerdeten Ebene. Bringt man auf der anderen Seite der Ebene eine entgegengesetzt geladene Ladung an und entfernt gedanklich die Ebene, so ist dort, wo die Ebene war, das Potential Null, was die geforderte Randbedingung erfüllt.
Häufig verwendet man dieses Verfahren zum Lösen der Poisson-Gleichung {\displaystyle \Delta \Phi =-4\pi \rho } (Gaußsche Einheiten). Mithilfe des Gaußschen Integralsatzes findet man ({\displaystyle G'=G+F}):
{\displaystyle {\begin{aligned}\Phi (\mathbf {r} )&=\int _{\Omega }\delta (\mathbf {r} -\mathbf {r} ')\Phi (\mathbf {r} ')\mathrm {d} ^{3}r'=\int _{\Omega }(\nabla \cdot \nabla G'(\mathbf {r} ,\mathbf {r} '))\Phi (\mathbf {r} ')\mathrm {d} ^{3}r'\\&=\int _{\partial \Omega }\!\!\!\Phi (\mathbf {r} ')\nabla G'(\mathbf {r} ,\mathbf {r} ')\cdot \mathrm {d} \mathbf {f} \,-\int _{\partial \Omega }\!\!\!G'(\mathbf {r} ,\mathbf {r} ')\nabla \Phi (\mathbf {r} ')\cdot \mathrm {d} \mathbf {f} \,+\int _{\Omega }\!G'(\mathbf {r} ,\mathbf {r} ')(-4\pi \rho (\mathbf {r} '))\mathrm {d} ^{3}r'.\end{aligned}}}
Je nachdem, ob man nun das Potential oder dessen Ableitung auf dem Rand vorgegeben hat, wählt man nun die Funktion {\displaystyle F}, die zu {\displaystyle G} hinzuaddiert werden soll, so, dass im ersten Fall {\displaystyle G'|_{\partial \Omega }=0} gilt und nennt {\displaystyle G'} üblicherweise Dirichletsche Greensche Funktion {\displaystyle G_{D}}. Im zweiten Fall wählt man {\displaystyle F} nicht – wie nahe liegen würde – so, dass {\displaystyle \nabla G'\cdot \mathbf {n} |_{\partial \Omega }} verschwindet, da dies den Gaußschen Satz verletzen würde. Stattdessen wählt man {\displaystyle F} so, dass
{\displaystyle \nabla G'\cdot \mathbf {n} |_{\partial \Omega }={\frac {1}{|\partial \Omega |}}}
gilt (was in obigem Integral nur den Mittelwert des Potentials über die Oberfläche produziert, eine Konstante um die die Lösung sowieso unbestimmt ist) und nennt {\displaystyle G'} üblicherweise Neumannsche Greensche Funktion {\displaystyle G_{N}}. Die zu bestimmenden Greenschen Funktionen findet man bei symmetrischen Problemen oft aus geometrischen Überlegungen. Alternativ kann man {\displaystyle F} nach einem Orthonormalsystem des Operators entwickeln. Hat man eine Lösung gefunden, so ist diese eindeutig bestimmt, wie unmittelbar aus dem Maximumprinzip für elliptische Differentialgleichungen folgt.

## Beispiele

### Poisson-Problem
Oftmals versteht man unter der Greenschen Funktion {\displaystyle G} den Integralkern des Laplace-Operators {\displaystyle \Delta } unter Berücksichtigung gewisser Randwerte, das heißt für {\displaystyle G} gilt
{\displaystyle u(x)=\int G(x,y)\Delta u(y)\mathrm {d} y}.
George Green nutzte diese Funktion mit den Randwertproblemen, die aus der Potentialtheorie folgen, um die Greenschen Formeln zu bestimmen. Jedoch wurde man sich der Wichtigkeit dieses Resultats erst nach seinem Tod bewusst.
In diesem Abschnitt wird die Greensche Funktion des Dirichlet-Problems der Poisson-Gleichung
{\displaystyle {\begin{aligned}\Delta u=&f\quad {\mbox{in}}\;D\\u=&g\quad {\mbox{auf}}\;\partial D\end{aligned}}}
bestimmt, wobei {\displaystyle \Delta } der Laplace-Operator und {\displaystyle D\subset \mathbb {R} ^{n}} ein offenes beschränktes Gebiet mit glattem Rand {\displaystyle \partial D} ist. Die Fundamentallösung des Laplace-Operators lautet
{\displaystyle \Phi (x)={\begin{cases}{\frac {1}{2\pi }}\ln |x|&{\mbox{für}}\;\;n=2\\-{\frac {1}{n(n-2)\alpha (n)}}{\frac {1}{|x|^{n-2}}}&{\mbox{für}}\;\;n\geq 3\,,\end{cases}}}
wobei {\displaystyle \alpha (n)} das Volumen des Einheitsballs in {\displaystyle \mathbb {R} ^{n}} ist. Fixiere nun {\displaystyle x\in D} und wähle eine Kugel {\displaystyle B(x,\epsilon )} um {\displaystyle x} mit Radius {\displaystyle \epsilon >0}, so dass {\displaystyle B(x,\epsilon )} ganz in {\displaystyle D} liegt. Definiere {\displaystyle V_{\epsilon }:=D\setminus B(x,\epsilon )}. Auf dieser Menge ist die Fundamentallösung {\displaystyle y\mapsto \Phi (y-x)} glatt. Aus der Greenschen Formel folgt dann
{\displaystyle \;\int \limits _{V_{\epsilon }}\left[\Phi (y-x)\Delta u(y)-u(y)\Delta \Phi (y-x)\right]\mathrm {d} y=\int \limits _{\partial V_{\epsilon }}\left[\Phi (y-x){\frac {\partial u}{\partial n}}(y)-u(y){\frac {\partial \Phi }{\partial n}}(y-x)\right]\mathrm {d} S(y)},
wobei {\displaystyle {\tfrac {\partial }{\partial n}}} die partielle Ableitung nach dem äußeren Einheitsnormalenvektor ist. Da {\displaystyle \Delta \Phi =0} und {\displaystyle \partial V_{\epsilon }=\partial D\cup \partial B(x,\epsilon )} ist, ergibt sich
{\displaystyle \;\int \limits _{V_{\epsilon }}\Phi (y-x)\Delta u(y)\mathrm {d} y=\int \limits _{\partial D}\left[\Phi (y-x){\frac {\partial u}{\partial n}}(y)-u(y){\frac {\partial \Phi }{\partial n}}(y-x)\right]\mathrm {d} S(y)+\int \limits _{\partial B(x,\epsilon )}\left[\Phi (y-x){\frac {\partial u}{\partial n}}(y)-u(y){\frac {\partial \Phi }{\partial n}}(y-x)\right]\mathrm {d} S(y)}.
Für {\displaystyle \epsilon \to 0} gelten
{\displaystyle \left|\;\int \limits _{\partial B(x,\epsilon )}\Phi (y-x){\frac {\partial u}{\partial n}}(y)\mathrm {d} S(y)\right|\leq C\epsilon |\ln(\epsilon )|\to 0}
und
{\displaystyle \;\int \limits _{\partial B(x,\epsilon )}u(y){\frac {\partial \Phi }{\partial n}}(y-x)\mathrm {d} S(y)={\frac {1}{2\pi \epsilon }}\int \limits _{\partial B(x,\epsilon )}u(y)\mathrm {d} S(y)\to u(x)},
woraus
{\displaystyle u(x)=\int \limits _{\partial D}\left[\Phi (y-x){\frac {\partial u}{\partial n}}(y)-u(y){\frac {\partial \Phi }{\partial n}}(y-x)\right]\mathrm {d} S(y)-\int \limits _{D}\Phi (y-x)\Delta u(y)\mathrm {d} y}
folgt. Dies ist eine Möglichkeit, die Lösung des Poisson-Problems darzustellen. Jedoch ist in diesem Kontext die Normalenableitung {\displaystyle {\tfrac {\partial u}{\partial n}}} von {\displaystyle u} unbekannt. Aus diesem Grund wird eine Korrekturfunktion {\displaystyle \phi _{x}} eingeführt, die das Randwertproblem
{\displaystyle {\begin{aligned}\Delta \phi _{x}=&0\;\qquad \qquad {\mbox{in}}\ D\\\phi _{x}=&\Phi (y-x)\quad {\mbox{auf}}\ \partial D\end{aligned}}}
löst. Mittels der gleichen Argumentation wie zuvor folgt aus der Greenschen Formel
{\displaystyle -\int \limits _{D}\phi _{x}(y)\Delta u(y)\mathrm {d} y=\int \limits _{\partial D}u(y){\frac {\partial \phi _{x}}{\partial n}}(y)-\Phi (y-x){\frac {\partial u}{\partial n}}(y)\mathrm {d} S(y)}.
Addiert man diese Gleichung mit der oben gefundenen Darstellung von {\displaystyle u} so, erhält man die Darstellung
{\displaystyle u(x)=-\int \limits _{\partial D}u(y){\frac {\partial }{\partial n}}\left(\Phi (y-x)-\phi _{x}(y)\right)\mathrm {d} S(y)-\int \limits _{D}(\Phi (y-x))-\phi _{x}(y))\Delta u(y)\mathrm {d} y}
ohne den Term {\displaystyle {\tfrac {\partial u}{\partial n}}}. Die Funktion {\displaystyle G(x,y):=\Phi (y-x)-\phi _{x}(y)} heißt Greensche Funktion des Laplace-Operators zum Gebiet {\displaystyle D}. Weiter kann noch gezeigt werden, dass die Funktion symmetrisch von ihren Argumenten abhängt, das heißt es gilt {\displaystyle G(x,y)=G(y,x)}.

### Bestimmung des statischen elektrischen Feldes
Nach den Maxwell-Gleichungen gilt für die Quellstärke des zeitlich unveränderlichen elektrischen Feldes in einem homogenen, linearen und isotropen Material
{\displaystyle \mathbf {\nabla } \cdot \mathbf {E} (\mathbf {r} )={\frac {1}{\varepsilon _{0}}}\rho (\mathbf {r} )},
wobei {\displaystyle \mathbf {E} } die elektrische Feldstärke und {\displaystyle \rho } die elektrische Ladungsdichte ist.
Da es sich im elektrostatischen Fall um ein konservatives System handelt, gilt
{\displaystyle \mathbf {E} =-\mathbf {\nabla } \,\varphi },
wobei {\displaystyle \varphi } das elektrische Potential ist. Einsetzen liefert die Poisson-Gleichung
{\displaystyle \Delta \varphi =-{\frac {1}{\varepsilon _{0}}}\rho (\mathbf {r} )},
also eine inhomogene lineare partielle Differentialgleichung 2. Ordnung.
Kennt man eine Greensche Funktion {\displaystyle G_{\Delta }} des Laplace-Operators {\displaystyle \Delta =\mathbf {\nabla } \cdot \mathbf {\nabla } },
so lautet eine partikuläre Lösung
{\displaystyle \varphi _{p}(\mathbf {r} )=\int _{\Omega }G_{\Delta }(\mathbf {r} -\mathbf {r} ')\left(-{\frac {1}{\varepsilon _{0}}}\rho (\mathbf {r} ')\right)\mathrm {d} ^{n}r'}.
Eine (nicht eindeutig bestimmte) Greensche Funktion des Laplace-Operators in 3 Dimensionen ist
{\displaystyle G_{\Delta }(\mathbf {r} )=-{\frac {1}{4\pi }}{\frac {1}{|\mathbf {r} |}}},
womit sich nach Einsetzen
{\displaystyle \varphi _{p}(\mathbf {r} )={\frac {1}{4\pi \varepsilon _{0}}}\int _{\Omega }{\frac {\rho (\mathbf {r} ')}{|\mathbf {r} -\mathbf {r} '|}}\mathrm {d} ^{3}r'\equiv \int _{Q}{\frac {-1}{4\pi |\mathbf {r} -\mathbf {r} '(q)|}}\,\mathrm {d} \left(-{\frac {q}{\varepsilon _{0}}}\right)}
ergibt. Letzte Gleichung soll die physikalische Interpretation der Greenschen Funktion verdeutlichen. Die Greensche Funktion zusammen mit dem Differential stellen einen „Potentialstoß“ dar, das Gesamtpotential ergibt sich dann durch Superposition aller „Potentialstöße“, also durch Ausführen des Integrals.

### Inhomogene Wellengleichung
Dieser Fall ist etwas schwieriger und anders geartet, weil man es nicht mit einer elliptischen, sondern mit einer hyperbolischen Differentialgleichung zu tun hat. Hier treten die oben angedeuteten Komplikationen auf.

#### Greensche Funktion per Fourieranalyse
Die inhomogene Wellengleichung hat die Form
{\displaystyle \Box u(\mathbf {r} ,t)\equiv \left({\frac {1}{c^{2}}}{\frac {\partial ^{2}}{\partial t^{2}}}-\Delta \right)u(\mathbf {r} ,t)=f(\mathbf {r} ,t)}.
Durch Fourier-Zerlegung findet man nach Ausführen des Operators für die Fourier-Transformierten
{\displaystyle \left(k^{2}-{\frac {\omega ^{2}}{c^{2}}}\right){\tilde {u}}(\mathbf {k} ,\omega )={\tilde {f}}(\mathbf {k} ,\omega )}.
Nach dem Faltungstheorem gilt also:
{\displaystyle {\tilde {G}}(\mathbf {k} ,\omega )={\frac {1}{4\pi ^{2}}}\,{\frac {1}{k^{2}-{\frac {\omega ^{2}}{c^{2}}}}}}.
Die Rücktransformation kann man mit Hilfe des Residuenkalküls ausrechnen und findet
{\displaystyle G(\mathbf {r} ,t)={\frac {1}{(2\pi )^{4}}}\int \mathrm {d} ^{3}k\int \mathrm {d} \omega {\frac {\mathrm {e} ^{-\mathrm {i} (\mathbf {k} \cdot \mathbf {r} +\omega t)}}{\left(k^{2}-{\frac {\omega ^{2}}{c^{2}}}\right)}}={\frac {1}{8\pi r}}\left(\delta \left(t-{\frac {r}{c}}\right)+\delta \left(t+{\frac {r}{c}}\right)\right)},
was in natürlicher Weise zu zwei Anteilen („retardiertem“ bzw. „avanciertem“ Anteil) der Greenschen Funktion Anlass gibt.
Das Argument in der ersten Deltafunktion, {\displaystyle t-{\tfrac {r}{c}}}, bedeutet nämlich, dass eine zum Zeitpunkt {\displaystyle t=0} bei {\displaystyle \mathbf {r} =0} erzeugte „Ursache“ durch die endliche Ausbreitungsgeschwindigkeit der Welle erst zum Zeitpunkt {\displaystyle {\tfrac {r}{c}}} ihre „Wirkung“ am Ort {\displaystyle \mathbf {r} } hervorruft. Für die zweite Deltafunktion ergibt sich, dass das Feld gegenüber der Inhomogenität um das entsprechende Zeitintervall vorauseilt. Das wäre aus Kausalitätsgründen unphysikalisch, wenn man die Inhomogenität als Ursache und das Feld als Wirkung ansehen würde; es ist aber durchaus physikalisch, wenn die Inhomogenität als Absorber (Empfänger) der Welle fungiert.
Die retardierte Greensche Funktion, bei der die Inhomogenität kausal einem „Sendeprozess“ auslaufender Kugelwellen entspricht, lautet somit
{\displaystyle G_{\mathrm {ret} }({\boldsymbol {r}},t)={\frac {\delta \left(t-{\frac {r}{c}}\right)}{4\pi r}}}.
Die retardierte Lösung der Wellengleichung ergibt sich dann durch Faltung:
{\displaystyle {\begin{aligned}u(\mathbf {r} ,t)&=(2\pi )^{\frac {4}{2}}(G_{\text{ret}}*f)(\mathbf {r} ,t)=\int \mathrm {d} ^{3}r'\int _{-\infty }^{t}\mathrm {d} t'\,G_{\text{ret}}(\mathbf {r} -\mathbf {r} ',t-t')f(\mathbf {r} ',t')\\&={\frac {1}{4\pi }}\int \mathrm {d} ^{3}r'{\frac {f(\mathbf {r} ',t-{\frac {|\mathbf {r} -\mathbf {r} '|}{c}})}{|\mathbf {r} -\mathbf {r} '|}}.\end{aligned}}}
Es gilt also ein Superpositionsprinzip mit Retardierung: Die Lösung ist eine Überlagerung von auslaufenden Kugelwellen (huygenssches Prinzip, sommerfeldsche Ausstrahlungsbedingung), deren Bildung ähnlich wie in der Elektrostatik erfolgt.
Die avancierte Greensche Funktion, bei der die Inhomogenität kausal einem „Empfangsprozess“ einlaufender Kugelwellen entspricht, lautet
{\displaystyle G_{\mathrm {av} }({\boldsymbol {r}},t)={\frac {\delta \left(t+{\frac {r}{c}}\right)}{4\pi r}}}.

#### Alternative Herleitung
Wenn man die Greensche Funktion des Laplace-Operators als bekannt voraussetzt (siehe Hauptartikel Laplace-Operator und Poisson-Gleichung), kann die retardierte Greensche Funktion der Wellengleichung ohne Fouriertransformation gewonnen werden. Zunächst gilt für eine beliebige „glatte“ Funktion {\displaystyle f}
{\displaystyle \left({\frac {1}{c^{2}}}{\frac {\partial ^{2}}{\partial t^{2}}}-\Delta \right){\frac {f\left(t-{\frac {r}{c}}\right)}{4\pi r}}=\delta ({\boldsymbol {r}})f(t)},
wobei {\displaystyle \delta ({\boldsymbol {r}})} die dreidimensionale Delta-Funktion ist. Um zu sehen, dass die linke Seite im Bereich {\displaystyle r>0} stets null ist, schreibt man den Laplace-Operator in Kugelkoordinaten mit dem radialen Teil in der Form {\displaystyle \Delta f=r^{-1}\partial ^{2}(rf)/\partial r^{2}}. In unmittelbarer Umgebung von {\displaystyle r=0} kann die glatte Funktion als räumlich konstant gleich {\displaystyle f(t)} angesehen werden. Anwendung des Laplace-Operators auf den Faktor {\displaystyle 1/4\pi r} erzeugt dann die dreidimensionale Delta-Funktion.
Das Argument lässt sich durch Entwickeln von {\displaystyle f(t-r/c)} nach Potenzen von {\displaystyle r} präzisieren, wobei die führende Potenz bei Anwendung des Laplace-Operators gesondert behandelt werden muss.
Für {\displaystyle f} kann insbesondere eine Gaußfunktion gewählt werden. Da die Delta-Distribution als Limes von Gaußfunktionen dargestellt werden kann, erhält man im Limes {\displaystyle f\to \delta } die definierende Gleichung für die Greensche Funktion der Wellengleichung.

### Weitere Beispiele
In der folgenden Tabelle sind für einige Operatoren die Greenschen Funktionen gegeben, dabei ist {\displaystyle \Theta (t)} die Heaviside-Funktion.
| Bemerkung                                | Differentialoperator {\displaystyle L}                                        | Greensche Funktion {\displaystyle G} |
| ---------------------------------------- | ----------------------------------------------------------------------------- | --- |
|                                          | {\displaystyle \partial _{t}}                                                 | {\displaystyle \Theta (t)} |
|                                          | {\displaystyle \partial _{t}+\gamma }                                         | {\displaystyle \Theta (t)\mathrm {e} ^{-\gamma t}} |
|                                          | {\displaystyle (\partial _{t}+\gamma )^{2}}                                   | {\displaystyle \Theta (t)t\mathrm {e} ^{-\gamma t}} |
| eindimensionaler harmonischer Oszillator | {\displaystyle \partial _{t}^{2}+2\gamma \partial _{t}+\omega _{0}^{2}}       | {\displaystyle \Theta (t)\mathrm {e} ^{-\gamma t}{\frac {\sin {\Bigl (}t{\sqrt {\omega _{0}^{2}-\gamma ^{2}}}{\Bigr )}}{\sqrt {\omega _{0}^{2}-\gamma ^{2}}}}} |
| zweidimensionaler Laplace-Operator       | {\displaystyle \Delta _{2}=\partial _{x}^{2}+\partial _{y}^{2}}               | {\displaystyle {\frac {\ln(\varrho )}{2\pi }}} |
| dreidimensionaler Laplace-Operator       | {\displaystyle \Delta =\partial _{x}^{2}+\partial _{y}^{2}+\partial _{z}^{2}} | {\displaystyle -{\frac {1}{4\pi \mathrm {r} }}} |
| Helmholtz-Gleichung                      | {\displaystyle \Delta +k^{2}}                                                 | {\displaystyle -{\frac {\mathrm {e} ^{-\mathrm {i} kr}}{4\pi r}}}                                                                                              |
| Diffusionsgleichung                      | {\displaystyle \partial _{t}-D\Delta }                                        | {\displaystyle \Theta (t)\left({\frac {1}{4\pi Dt}}\right)^{\frac {3}{2}}\mathrm {e} ^{-{\frac {r^{2}}{4Dt}}}}                                                 |
| D’Alembert-Operator                      | {\displaystyle \Box ={\frac {1}{c^{2}}}\partial _{t}^{2}-\Delta }             | {\displaystyle {\frac {\delta (t-{\frac {\mathrm {r} }{c}})}{4\pi \mathrm {r} }}}                                                                              |